# District de Bareli
Le district de Bareli (en hindi : बरेली जिला, en ourdou : بریلی) est un district de la division de Bareli dans l'État de l'Uttar Pradesh en Inde.

## Description
Sa capitale est la ville de Bareli. 
La superficie du district est de 4 120 km2 et la population était en 2011 de 4 448 359 habitants.
Le taux d'alphabétisation est de 60.52%.